# Lucien Lazaridès
Lucien Lazarides (Atene, 30 dicembre 1922 – Cannes, 19 luglio 2005) è stato un ciclista su strada greco naturalizzato francese.
Fu professionista dal 1946 al 1956, vinse il Critérium du Dauphiné Libéré e due tappe al Tour de France, corsa in cui fu terzo nell'edizione del 1951.

## Biografia
Emigrato in Francia al seguito dei genitori ottenne la nazionalità francese nel 1929.
Passato professionista nel 1946, ottenne il suo primo piazzamento nella Mont Chauve, una prova in salita. Fra il 1947 e il 1948 ebbe modo di vincere le sue prime corse, imponendosi due volte a La Tourbine, ancora una prova in salita, ma ottiene la notorietà nel 1949 quando vinse due corse a tappe del panorama francese, il Circuito delle Sei Province e il Critérium du Dauphiné Libéré. I risultati gli fecero guadagnare la convocazione della nazionale francese per il Tour de France, dove però ebbe soprattutto il compito di gregario e poté mettersi in luce solo nell'undicesima tappa in cui sfiorò la vittoria, concludendo secondo. In classifica generale non riuscì a far meglio di un trentaduesimo posto.
Nel 1950 non ottenne risultati, ma tornò ad imporsi l'anno successivo, terminando terzo al Critérium du Dauphiné Libéré, in cui vinse anche una tappa, e poi nuovamente terzo nel Tour de France.
Nel biennio 1952-1953 partecipò nuovamente al Tour de France, ma non ottenne i risultati degli anni precedenti, e seppe riportarsi sui livelli precedenti nel 1954 vincendo una tappa, la sua prima, al Tour de France e arrivando sesto nel Grand Prix de Cannese e decimo nella Polymultipliée.
Si ripeté anche l'anno successivo, sempre al Tour, vincendo la decima tappa, arrivando nono nella Parigi-Nizza e chiudendo quinto la Parigi-Camembert.
Anche suo fratello minore Apo Lazaridès, con il quale a volte si scambiava il soprannome L'Enfant Grec, fu ciclista professionista.

## Palmarès
- 1942 (dilettanti)

Grand Prix de Grasse
- 1945 (dilettanti)

Campionato della Costa Azzurra
- 1947

La Tourbinne (corsa in salita)
- 1948

La Tourbinne (corsa in salita)
- 1949

3ª tappa Critérium du Dauphiné Libéré
Classifica generale Critérium du Dauphiné Libéré
Classifica generale Circuito delle Sei Provincie
Nizza-Mont Angel
- 1951

4ª tappa Critérium du Dauphiné Libéré
- 1954

17ª tappa Tour de France
- 1955

10ª tappa Tour de France

## Piazzamenti

### Grandi Giri
- Tour de France

1949: 32º
1951: 3º
1952: 43º
1953: 21º
1954: 24º
1955: 58º

### Classiche monumento
- Milano-Sanremo

1953: 114º